# Tom Petersson
Tom Petersson (n. Rockford, Illinois, Estados Unidos; 9 de mayo de 1950) es miembro fundador y bajista del grupo de rock Cheap Trick.

## Primeros años
Tom Petersson comenzó su carrera musical en bandas locales como The Boll Weevils, donde tocaba la guitarra eléctrica en lugar del bajo. Por eso cita como sus influencias a George Harrison, Jeff Beck o Pete Townshend. Entre los bajistas, escoge a Paul McCartney, John Entwistle o Ron Wood. En 1967 forma Toast & Jam, ya tocando el bajo, junto a Craig Myers (guitarra solista) y Chester "Chip" Greenman (batería).
Fuse, su primer grupo profesional, se formó en 1967 de la fusión de Toast & Jam con otra banda local, The Grim Reapers. De la primera procedían Petersson, Myers y Greenman; y de la segunda Rick Nielsen (guitarra rítmica y teclados) y Joe Sundberg (cantante).
Con Epic registran un único álbum, Fuse (Epic, 1970), que tuvo escasas ventas, fue ignorado por la crítica, y tampoco gustó al propio grupo. Frustrados por la falta de éxito, se disgregan.
En 1969 Nielsen y Petersson se reúnen con el cantante y teclista Robert "Stewkey" Antoni, y el batería Thom Mooney, exmiembros de Nazz. Tras diversos cambios de nombre y de músicos, una vez sustituidos los dos últimos por Bun E. Carlos a la batería y Robin Zander como vocalista, en 1974 pasan a llamarse definitivamente Cheap Trick.

## Carrera con Cheap Trick
Durante su primera estancia en el grupo entre 1974 y 1980, Petersson contribuyó de forma importante en la composición de canciones, además de aportar coros y, excepcionalmente, tocar una segunda guitarra solista en «He's a Whore» para el álbum de debut de la banda, e interpretar la voz solista en «I Know What I Want» y en las versiones en directo de «Waitin' For The Man».
El 26 de agosto de 1980, poco antes del lanzamiento de All Shook Up, Tom Petersson abandonó Cheap Trick, lo que provocó un considerable bajón y la pérdida de dirección en la carrera del grupo durante varios años. Petersson, por su parte, publicaría en 1984, junto a su esposa Dagmar, el álbum en solitario Tom Peterson and Another Language, un mini LP de cinco temas. Se traslada a Nueva York e inicia una gira por Estados Unidos con su nueva banda de acompañamiento Sick Man Of Europe, de idéntico nombre a uno de los utilizados por el grupo que formara con Rick Nielsen antes de Cheap Trick.
Finalmente, y dándose cuenta de que él y Cheap Trick estaban mejor juntos, Petersson se reincorporó a la banda en 1988 para su álbum Lap Of Luxury. Sin embargo, su regreso no bastó para persuadir a los ejecutivos de su sello, Epic, para permitir al grupo volver a sus raíces y registrar el tipo de música algo más arriesgada que los hizo famosos. Presionaron a la banda para que grabase música de vocación más comercial, para compensar las pobres ventas de los últimos años. A pesar de que el nuevo álbum fue disco de platino y el sencillo «The Flame» llegó al número 1, el mismo Petersson culpa a Lap Of Luxury de haberlos enfangado en un tipo de sonido que a la larga provocaría la ruptura con Epic tras la grabación del mediocre Busted.
Tom Petersson sigue grabando y actuando con Cheap Trick en 2009. Ahora en una nueva discográfica, Cheap Trick ha encontrado más libertad musical. Su hasta ahora último disco se llama Rockford y salió en junio de 2006. "Este nuevo disco tiene todos los mejores elementos de todo nuestro catálogo. Es, con mucho, nuestro mejor trabajo", dice Petersson.
Petersson también apareció en el disco en solitario de Frank Black, publicado en junio de 2006.

## Equipo

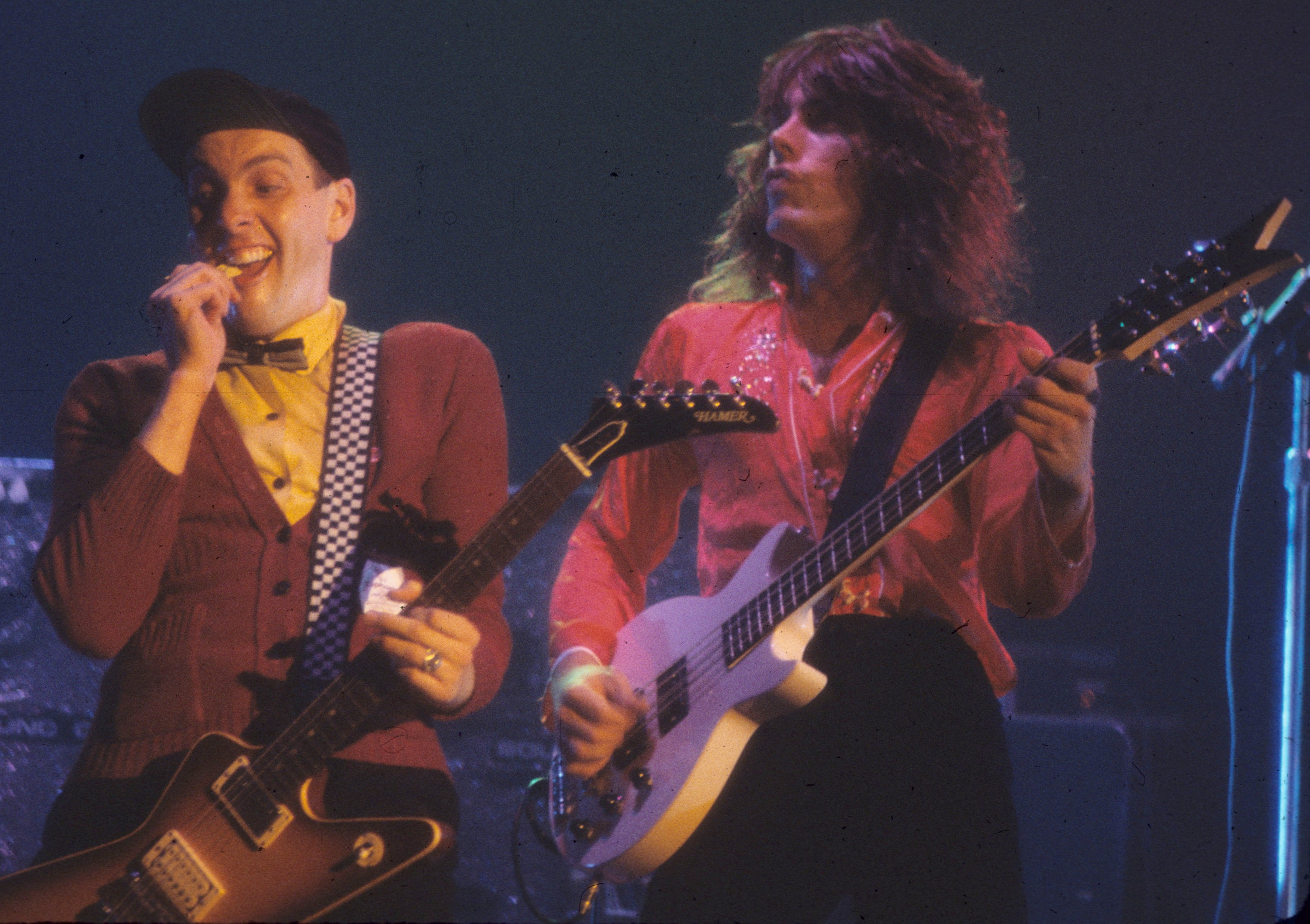
Rick Nielsen y Tom Petersson de Cheap Trick actuando en New Haven, Connecticut, en 1977

Tom Petersson se ha hecho célebre por emplear el bajo de doce cuerdas. Este instrumento fue inicialmente construido por Jol Dantzig, luthier y fundador de la firma Hamer Guitars, que desarrolló en 1978 el modelo Hamer Quad, siguiendo la idea original de Petersson, aunque Dantzig en un principio la consideró descabellada. Fue Cheap Trick quien registraría por primera vez una grabación con un bajo de doce cuerdas triples, en su álbum Heaven Tonight (Epic, 1978).
Aparte, ha utilizado una gran variedad de bajos. Entre los convencionales de cuatro cuerdas, el Gibson Thunderbird, los Fender Precision Bass y Telecaster Bass, el Rickenbacker 4000, el Höfner o el Alembic. También, un Hagstrom de ocho cuerdas. Entre los de doce cuerdas, los de las firmas Kids, Chandler, y desde 2004 los modelos Tom Petersson Signature de la firma Waterstone. Como amplificador utiliza un Reeves para guitarra.